# Llista de medallistes olímpics de beisbol
Aquesta és una llista dels medallistes olímpics de beisbol:

## Medallistes
| Edició         | Or | Argent | Bronze |
| 1992 Barcelona | CubaOmar Ajete · Rolando Arrojo · José Delgado · Giorge Díaz · José Estrada · Osvaldo Fernández · Lourdes Gourriel · Orlando Hernández · Alberto Hernández · Orestes Kindelán · Omar Linares · Germán Mesa · Víctor Mesa · Antonio Pacheco · Juan Padilla · Luís Ulacia · Ermidelio Urrutia · Jorge Valdés · Lázaro Vargas                                                                                        | Xina-TaipeiChang Cheng-Hsien · Chang Wen-Chung · Chang Yaw-Teing · Chen Chi-Hsin · Chen Wei-Chen · Chiang Tai-Chuan · Huang Chung-Yi · Huang Wen-Po · Jong Yeu-Jeng · Ku Kuo-Chian · Kuo Lee Chien-Fu · Liao Ming-Hsiung · Lin Chao-Huang · Lin Kun-Han · Lo Chen-Jung · Lo Kuo-Chong · Pai Kun-Hong · Tsai Ming-Hung · Wang Kuang-Shih · Wu Shih-Hsih                                                                               | JapóTomohito Ito · Shinichiro Kawabata · Masahito Kohiyama · Hirotami Kojima · Hiroki Kokubo · Takashi Miwa · Hiroshi Nakamoto · Masafumi Nishi · Kazutaka Nishiyama · Koichi Oshima · Hiroyuki Sakaguchi · Shinichi Sato · Yasuhiro Sato · Masanori Sugiura · Kento Sugiyama · Yasunori Takami · Akihiro Togo · Koji Tokunaga · Shigeki Wakabayashi · Katsumi Watanabe                                                              |
| 1996 Atlanta   | CubaOmar Ajete · Miguel Caldés · José Contreras · José Estrada · Jorge Fumero · Alberto Hernández · Rey Isaac Vaillant · Orestes Kindelán · Pedro Luis Lazo · Omar Linares · Omar Luis Martinez · Juan Manrique · Eliecer Montes · Antonio Pacheco · Juan Padilla · Eduardo Paret · Ormari Romero · Antonio Scull · Luis Ulacia · Lázaro Vargas                                                                   | JapóKosuke Fukudome · Tadahito Iguchi · Makoto Imaoka · Takeo Kawamura · Jutaro Kimura · Takashi Kurosu · Takao Kuwamoto · Nobuhiko Matsunaka · Koichi Misawa · Masahiko Mori · Masao Morinaka · Daishin Nakamura · Masahiro Nojima · Hideaki Okubo · Hitoshi Ono · Yasuyuki Saigo · Tomoaki Sato · Masanori Sugiura · Takayuki Takabayashi · Yoshitomo Tani                                                                         | Estats UnitsChad Allen · Kris Benson · R. A. Dickey · Troy Glaus · Chad Green · Seth Greisinger · Kip Harkrider · A. J. Hinch · Jacque Jones · Billy Koch · Mark Kotsay · Matt Lecroy · Travis Lee · Braden Looper · Brian Loyd · Warren Morris · Augie Ojeda · Jim Parque · Jeff Weaver · Jason Williams |
| 2000 Sydney    | Estats UnitsBrent Abernathy · Kurt Ainsworth · Pat Borders · Sean Burroughs · John Cotton · Travis Dawkins · Adam Everett · Ryan Franklin · Chris George · Shane Heams · Marcus Jensen · Mike Kinkade · Rick Krivda · Doug Mientkiewicz · Mike Neill · Roy Oswalt · Jon Rauch · Anthony Sanders · Bobby Seay · Ben Sheets · Brad Wilkerson · Todd Williams · Ernie Young · Tim Young                              | CubaOmar Ajete · Yovany Aragon · Miguel Caldés · Danel Castro · José Contreras · Yobal Dueñas · Yasser Gómez · José Ibar · Orestes Kindelán · Pedro Luis Lazo · Omar Linares · Oscar Macías · Juan Manrique · Javier Méndez · Rolando Meriño · Germán Mesa · Antonio Pacheco · Ariel Pestano · Gabriel Pierre · Maels Rodríguez · Antonio Scull · Luis Ulacia · Lázaro Valle · Norge Luis Vera                                       | Corea del SudChang Song-Ho · Chong Tae-Hyon · Chung Min-Tae · Chung Soo-Keun · Hong Sung-Heon · Jang Sung-Ho · Jin Pil-jung · Kim Dong-Joo · Kim Han-Soo · Kim Ki-Tae · Kim Soo-Kyung · Kim Tae-Gyun · Koo Dae-Sung · Lee Byung-Kyu · Lee Seung-Ho · Lee Seung-Yeop · Lim Chang-Yong · Lim Sun-Dong · Park Jae-Hong · Park Jin-Man · Park Jong-Ho · Park Kyung-Oan · Park Seok-Jin · Son Min-Han · Song Jin-Woo                      |
| 2004 Atenes    | CubaDanny Betancourt · Luis Borroto · Frederich Cepeda · Yorelvis Charles · Michel Enríquez · Norberto González · Yulieski Gourriel · Pedro Luis Lazo · Roger Machado · Jonder Martínez · Frank Montieth · Vicyohandri Odelín · Adiel Palma · Eduardo Paret · Ariel Pestano · Alexei Ramírez · Eriel Sánchez · Antonio Scull · Carlos Tabares · Yoandri Urgelles · Osmani Urrutia · Manuel Vega · Norge Luis Vera | AustràliaCraig Anderson · Thomas Brice · Adrian Burnside · Gavin Fingleson · Paul Gonzalez · Nick Kimpton · Brendan Kingman · Craig Lewis · Graeme Lloyd · Dave Nilsson · Trent Oeltjen · Wayne Ough · Chris Oxspring · Brett Roneberg · Ryan Rowland Smith · John Stephens · Phil Stockman · Brett Tamburrino · Richard Thompson · Andrew Utting · Rodney Van Buizen · Ben Wigmore · Glenn Williams · Jeff Williams                 | JapóRyoji Aikawa · Yuya Ando · Atsushi Fujimoto · Kosuke Fukudome · Hirotoshi Ishii · Hisashi Iwakuma · Hitoki Iwase · Kenji Johjima · Makoto Kaneko · Takuya Kimura · Masahide Kobayashi · Hiroki Kuroda · Daisuke Matsuzaka · Daisuke Miura · Shinya Miyamoto · Arihito Muramatsu · Norihiro Nakamura · Michihiro Ogasawara · Naoyuki Shimizu · Yoshinobu Takahashi · Yoshitomo Tani · Koji Uehara · Kazuhiro Wada · Tsuyoshi Wada |
| 2008 Pequín    | Corea del SudHyun-Jin Ryu · Ki-Joo Han · Jin-Man Park · Hyuk Kwon · Taek-Keun Lee · Dae-Ho Lee · Seung-Hwan Oh · Jung-Keun Bong · Young-Min Ko · Lee Jong-wook · Keun-Woo Jeong · Min-Jae Kim · Kab-Yong Jin · Jin-Young Lee · Won-Sam Jang · Seung-Jun Song · Kwang-Hyun Kim · Yong-Kyu Lee · Dong-Joo Kim · Min-Ho Kang · Hyung-Soo Kim · Seung-Yeop Lee · Tae-Hyon Chong · Suk-Min Yoon                        | CubaAriel Pestano · Yoandry Urgellés · Alfredo Despaigne · Luis Rodríguez · Alexei Bell · Yadier Pedroso · Jonder Martínez · Adiel Palma · Luis Navas · Giorvis Duvergel · Alexander Mayeta · Eriel Sánchez · Rolando Meriño · Héctor Olivera · Michel Enríquez · Yulieski Gourriel · Vicyohandri Odelín · Pedro Luis Lazo · Eduardo Paret · Norberto González · Norge Luis Vera · Frederich Cepeda · Elier Sánchez · Miguel La Hera | Estats UnitsBrett Anderson · Blaine Neal · Matt Brown · Nate Schierholtz · Jeremy Cummings · Michael Koplove · Terry Tiffee · Kevin Jepsen · Brian Duensing · Dexter Fowler · Brandon Knight · Mike Hessman · Casey Weathers · Jason Donald · Jayson Nix · Taylor Teagarden · Stephen Strasburg · Jake Arrieta · Lou Marson · Matt LaPorta · Trevor Cahill · Brian Barden · John Gall · Jeff Stevens                                 |
| 2012–2016      | No inclòs als Jocs Olímpics | No inclòs als Jocs Olímpics | No inclòs als Jocs Olímpics |
| 2020 Tòquio    | JapóKōyō Aoyagi · Suguru Iwazaki · Masato Morishita · Hiromi Itoh · Yoshinobu Yamamoto · Masahiro Tanaka · Yasuaki Yamasaki · Ryoji Kuribayashi · Yūdai Ōno · Kodai Senga · Kaima Taira · Ryutaro Umeno · Takuya Kai · Tetsuto Yamada · Sōsuke Genda · Hideto Asamura · Ryosuke Kikuchi · Hayato Sakamoto · Munetaka Murakami · Kensuke Kondo · Yuki Yanagita · Ryoya Kurihara · Masataka Yoshida · Seiya Suzuki  | Estats UnitsShane Baz · Anthony Carter · Brandon Dickson · Anthony Gose · Edwin Jackson · Scott Kazmir · Nick Martinez · Scott McGough · David Robertson · Joe Ryan · Ryder Ryan · Simeon Woods Richardson · Tim Federowicz · Mark Kolozsvary · Nick Allen · Eddy Alvarez · Triston Casas · Todd Frazier · Jamie Westbrook · Tyler Austin · Eric Filia · Patrick Kivlehan · Jack López · Bubba Starling                              | República DominicanaDarío Álvarez · Gabriel Arias · Jairo Asencio · Luis Felipe Castillo · Jumbo Díaz · Junior García · Jhan Mariñez · Cristopher Mercedes · Denyi Reyes · Ramón Rosso · Ángel Sánchez · Roldani Baldwin · Charlie Valerio · José Bautista · Juan Francisco · Jeison Guzmán · Erick Mejia · Gustavo Núñez · Emilio Bonifácio · Melky Cabrera · Johan Mieses · Yefri Pérez · Julio Rodríguez                          |